# 无影
无影是阿里巴巴集团于2020年9月17日发布的一个云电脑。目前仅向企业办公市场发售。

## 特点
“无影”在本地没有主机、电脑CPU和硬盘，硬件设备都集中于云端的数据中心。
“无影”的用户端是C-Key，用户通过指纹登录就可以接入云电脑服务，通过屏幕进入专属云电脑桌面。

## 配置
无影单机支持无线扩容，单应用资源能扩展到104 核CPU、1.5T内存，可在云端进行升级。
无影运用了“云流”技术。